# Klusácký dostih

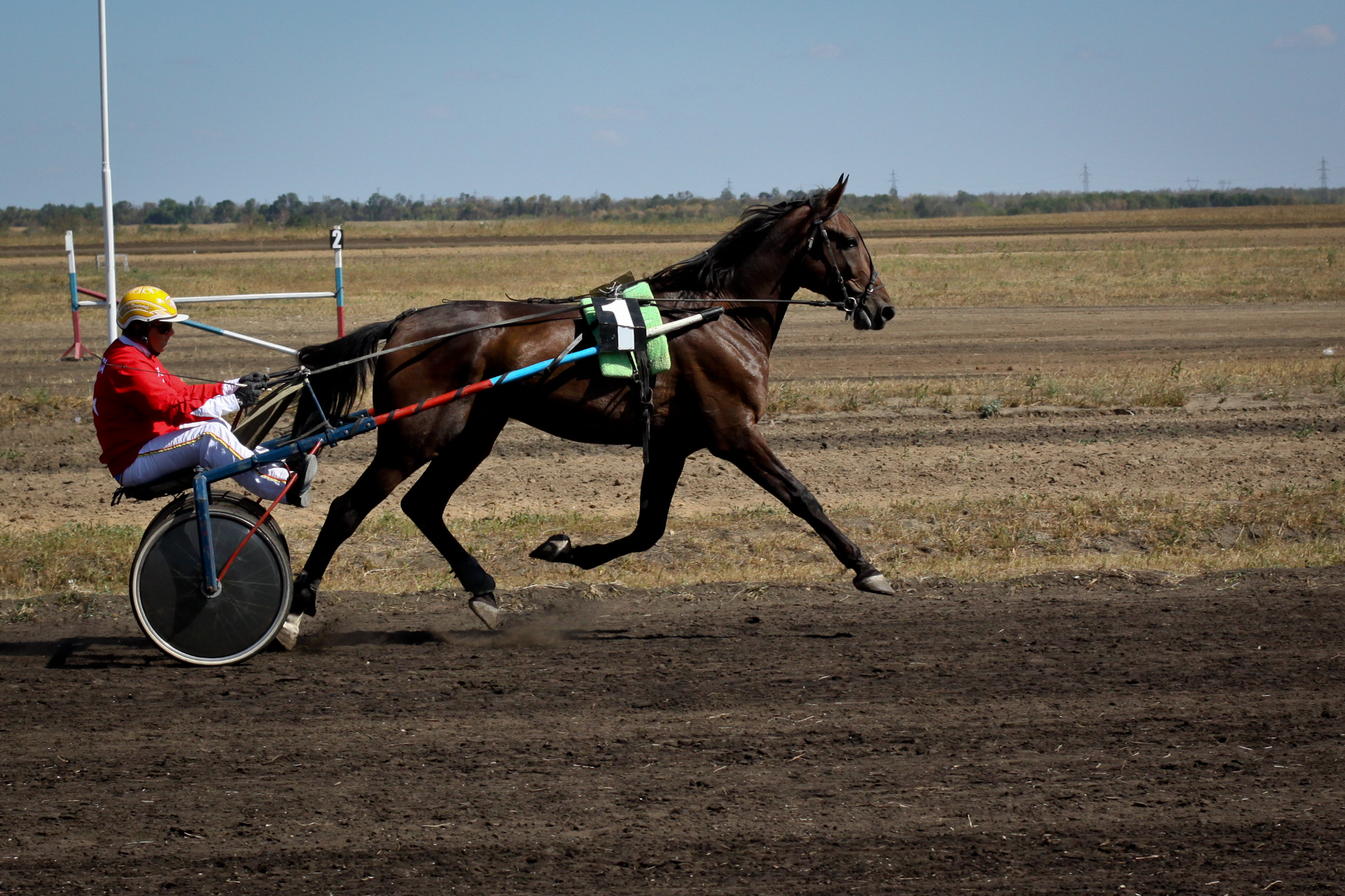
jezdec při klusáckém dostihu

Klusácké dostihy jsou dostihy, při kterých jezdec nesedí na koni, ale na vozíku zapřaženém za ním (tzv. sulka). Koně, kteří jsou pro tyto závody používáni, jsou nazýváni klusáky. Závodí se nejčastěji na tratích dlouhých 1600 až 3400 metrů. Tento druh dostihů původně vznikl v Nizozemsku, později se rozšířil do mnoha dalších nejen evropských zemí, například do Spojených států amerických, Kanady i Austrálie.